# 白嘴潜鸟

，是潜鸟科中体型最大的一种，体长77-100厘米，平均体重为5.3公斤，翼展为135-160厘米。

## 体貌
嘴上扬，上颚有浅色中线，头较上身色浅。有白色颈环。头和身体呈流线型，有利于潜水捕鱼，在岸上则十分笨拙。虹膜呈红色；嘴呈象牙色；脚呈黑色。叫声似哭又似笑。在海上无声，但在繁殖地会发出假声的尖叫。
黄嘴潜鸟体重约4944.34克，翼长约371.4毫米，嘴峰长约104.8毫米，喙宽度约10.4毫米，喙厚度约24.1毫米，跗蹠长约84.6毫米，尾长约60.8毫米。黄嘴潜鸟是候鸟，其栖息在开放的湖泊、沼泽等湿地环境中，食性为肉食性，主要食物来源是水生动物。

## 习性
单独于淡水区域繁殖，常以水边低矮植物材料筑巢。在沿海水域过冬。白嘴潜鸟性警惕，即便睡觉时脚也在划水，眼睛睁开一条缝。

## 生态环境
生活在水中，可以潜入深水中捕捉鱼类。

## 分布地域
繁殖于欧亚大陆及北美洲极北部，冬抵太平洋的东西两方的沿海地带。在中国主要分布在辽东半岛（柳树屯）、福建（福安）等地。